# Форд B-Макс
„Форд B-Макс“ (Ford B-Max) е модел мини MPV автомобили (сегмент M) на американската компания „Форд“, произвеждан през 2012 – 2017 година.
Той заменя произвеждания от 2002 година „Форд Фюжън“ и споделя обща платформа с шестото поколение на популярния малък автомобил „Форд Фиеста“. Моделът няма голям успех и производството му в завода на „Форд“ в Крайова е прекратено през септември 2017 година. Поради намаляващите продажби в MPV сегмента, компанията не предвижда замяната му с нов модел, концентрирайки се върху продажбите на субкомпактния SUV „Форд ЕкоСпорт“.